# Phalera acholi
Phalera acholi är en fjärilsart som beskrevs av George Thomas Bethune-Baker 1908. Phalera acholi ingår i släktet Phalera och familjen tandspinnare. Inga underarter finns listade i Catalogue of Life.